# 江岸苏木
江岸苏木，是中华人民共和国内蒙古自治区乌兰察布市四子王旗下辖的一个乡镇级行政单位。

## 行政区划
江岸苏木下辖以下地区：
艾勒格嘎查牧委会、赛点力吾素嘎查牧委会、江岸场部嘎查牧委会、卫井嘎查牧委会、乌拉嘎查牧委会、额尔登嘎查牧委会、布浪嘎查牧委会和江岸嘎查牧委会。